# Musée régional d'histoire de Tcherkassy
Le musée régional d'histoire de Tcherkassy (en ukrainien : Черкаський обласний краєзнавчий музей) de Tcherkassy se situe au 1 de la rue Esclave.

## Historique
Il a été commencé en 1918 sur une collection issue des 35e et 36 régiments, stationnées en ville et dissous avec l'armée impériale. En 1926 il comptait 14 229 objets comprenant des icônes, des objets de fouilles, des livres ; une salle en l'honneur de Taras Chevtchenko y était créée. Pillé et endommagé lors de l'invasion allemande, il ouvre de nouveau en 1944.

## Quelques images

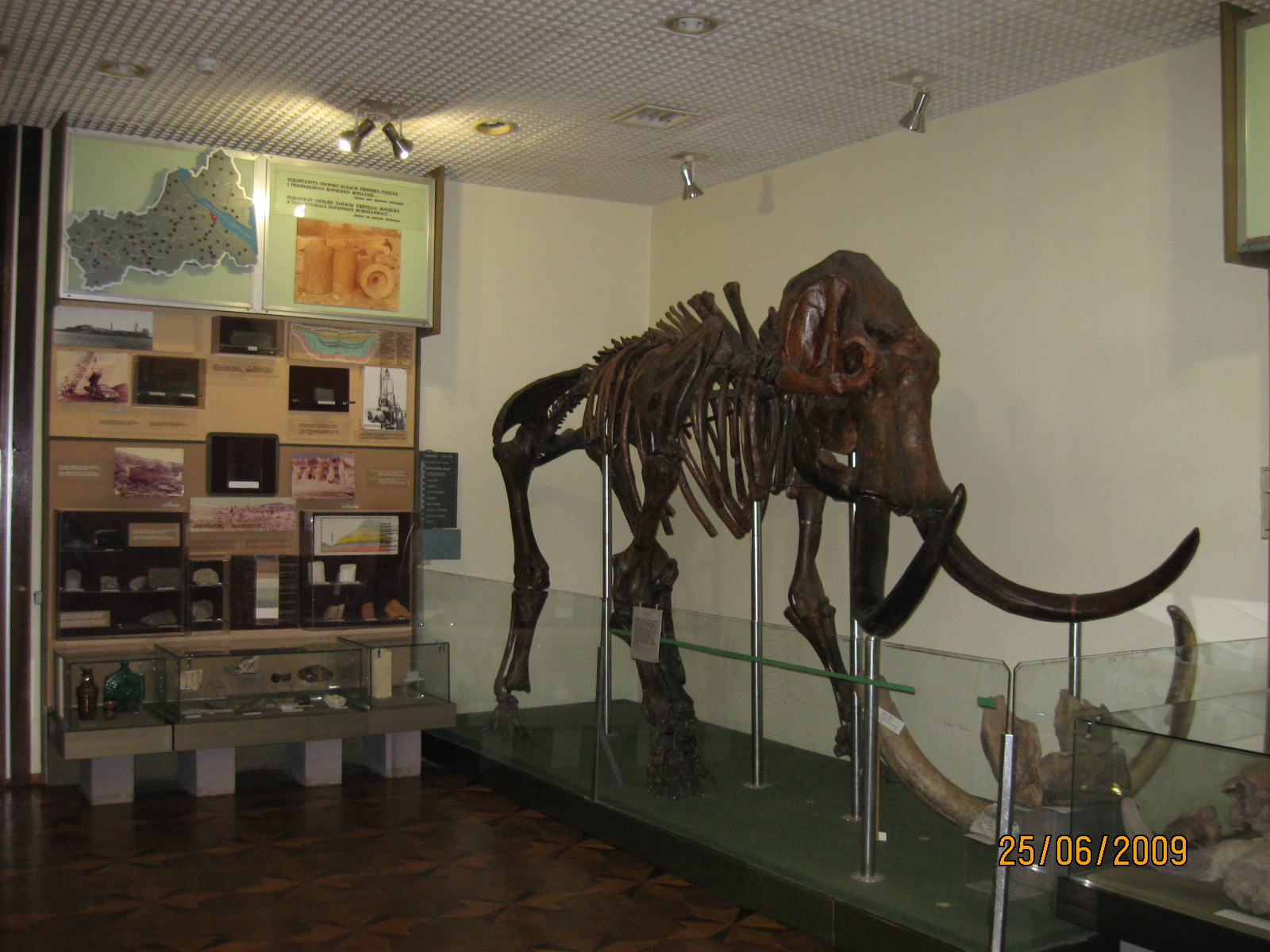
Mammouth et vitrines.
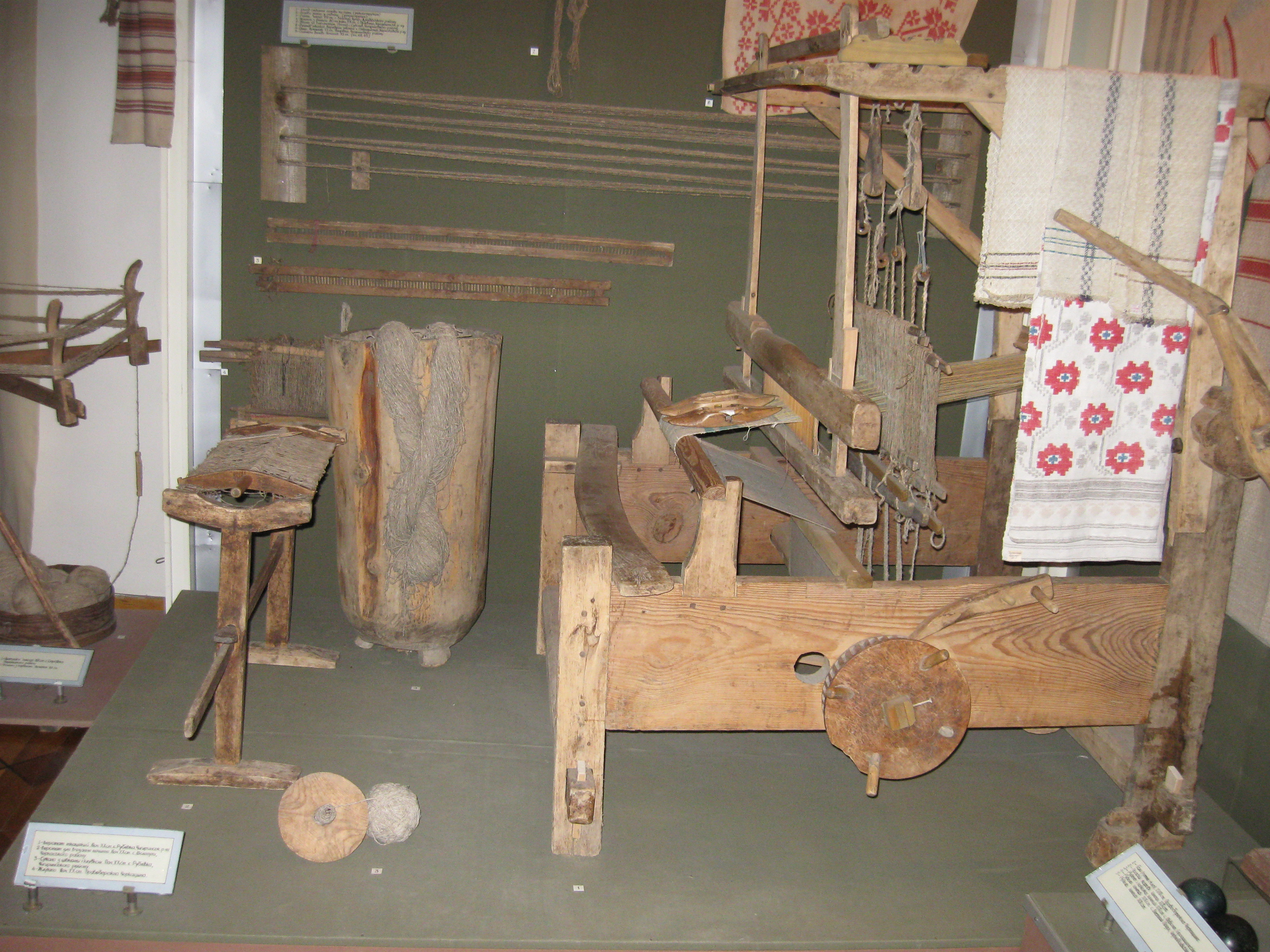
Vitrine ethnographique.
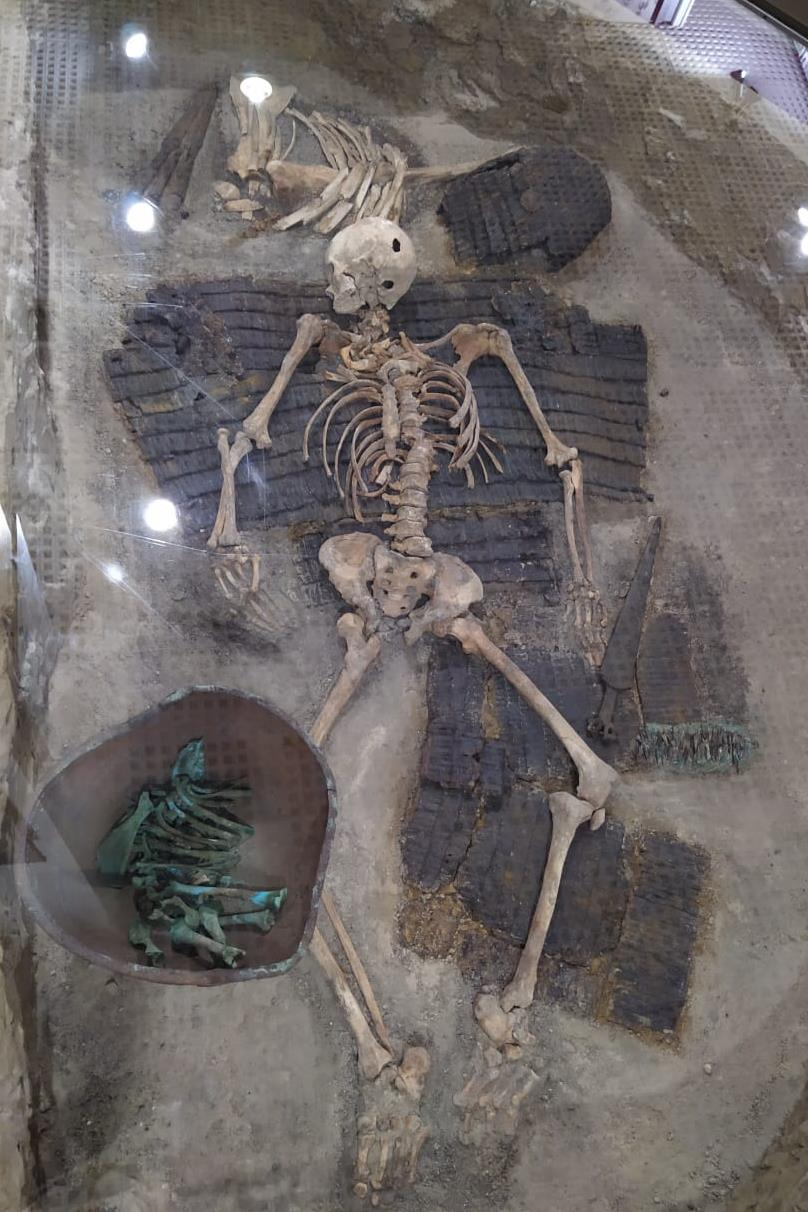
Vitrine archéologique.
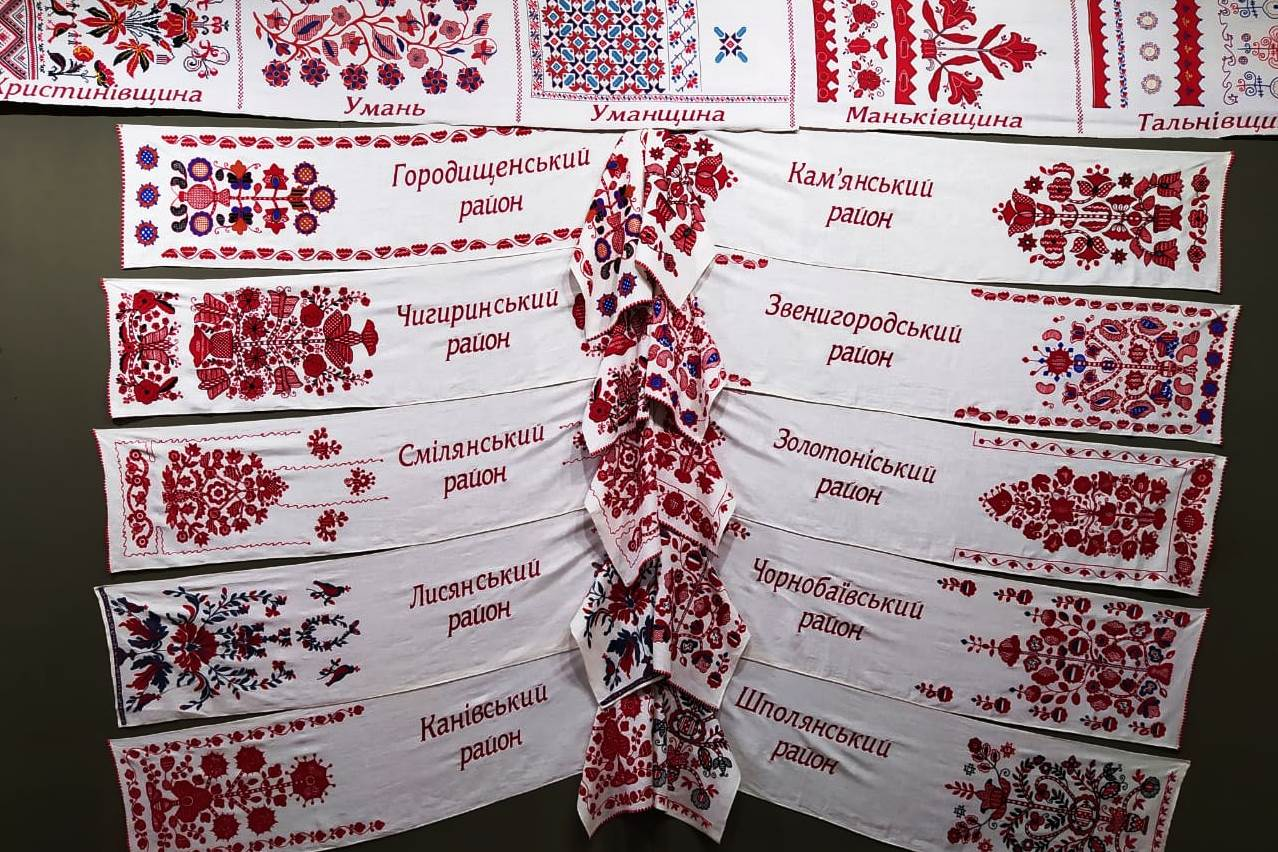
Art populaire[1].